# Triaspis claripennis
Triaspis claripennis är en stekelart som beskrevs av Vladimir Ivanovich Tobias 1967. Triaspis claripennis ingår i släktet Triaspis och familjen bracksteklar. Inga underarter finns listade i Catalogue of Life.